# Эшли, Томас (спортсмен)
Том Эшли (англ. Thomas John Mitchell Ashley; 11 февраля 1984, Окленд) — новозеландский яхтсмен, чемпион парусного турнира Олимпийских игр 2008 года и чемпион мира в классе RS:X.

## Биография
Том Эшли начал заниматься плаванием в 8 лет. Окончил среднюю школу Уэстлейк Бойс в Окленде, в которой также обучались известные яхтсмены — Крис Диксон и Дин Баркер. Сын парусника, Том с раннего детства был в лодке, что помогло ему занять лидирующие позиции в виндсёрфинге.
Финишировав 10-м на Олимпийских играх 2004 года в Афинах, спустя четыре года стал победителем Олимпиады в Пекине. К тому времени, как он добрался до Гонконга, именно там проходили соревнования, Эшли стал одним из лидеров в своей дисциплине. Он взял серебро чемпионата мира 2006 года, проиграв нидерландскому яхтсмену Касперу Боуману. Но уже на следующем чемпионате в 2008 году, смог выиграть золотую медаль. Он также выиграл предолимпийские регаты во Франции и Испании и активно занялся подготовкой к главному старту в карьере.
Спортсмен возлагал большие планы на участие в Олимпийских играх 2012 года в Лондоне, но он не смог пройти отбор в сборную, его место занял Джон-Пол Тобин, несмотря на то, что Эшли был действующим чемпионом. Том поступил в Оклендский университет на юридический факультет. Помимо этого тренировал китайских виндсёрферов перед Олимпийскими играми 2016 года в Рио-де-Жанейро.
Эшли говорит на шести языках: английском, португальском, испанском, итальянском, немецком и французском.

## Список наград
| Год  | Место | Класс    | Соревнование                           |
| ---- | ----- | -------- | -------------------------------------- |
| 2010 | 2     | RS:X     | HRH Princess Sofia Trophy              |
| 2010 | 1     | RS:X     | Singapore Airlines Sail Auckland       |
| 2009 | 1     | RS:X     | Singapore Airlines Sail Auckland       |
| 2008 | 1     | RS:X     | Олимпийские игры 2008                  |
| 2008 | 1     | RS:X     | Чемпионат мира в классе RS:X 2008      |
| 2006 | 2     | RS:X     | Чемпионат мира в классе RS:X 2006      |
| 2006 | 2     | RS:X     | Мировые парусные игры ИСАФ             |
| 2006 | 3     | RS:X     | HRH Princess Sofia Trophy              |
| 2006 | 2     | RS:X     | Sail Auckland International Regatta    |
| 2006 | 1     | RS:X     | New Zealand RS:X National Championship |
| 2004 | 2     | Мистраль | Semaine Olympique Francaise            |
| 2003 | 2     | Мистраль | Sail Auckland                          |
| 2003 | 2     | Мистраль | Sail Melbourne                         |
| 2002 | 1     | Мистраль | Чемпионат мира среди юниоров ИСАФ      |
| 2002 | 1     | Мистраль | IMCO World Youth Championship          |